# My Last Breath
"My Last Breath" je pjesma rock sastava Evanescence s albuma Fallen, a nalazi se i na EP-u Mystary EP. Napisali su je Amy Lee, Ben Moody i David Hodges. 